# Caringbah South (Nouvelle-Galles du Sud)
Caringbah South est une banlieue située sur la côte de Port Hacking dans le sud de Sydney, dans l'État de Nouvelle-Galles du Sud, en Australie. Il est situé à 25 kilomètres au sud du quartier central des affaires de Sydney, dans la zone du gouvernement local du comté de Sutherland.
Caringbah South se trouve sur une péninsule, sur la rive nord de l'estuaire de Port Hacking. La banlieue forme la frontière orientale de la baie Burraneer et la frontière ouest de la baie Yowie. Caringbah est la seule banlieue nord adjacente, tandis que Lilli Pilli, Dolans Bay et Port Hacking sont des banlieues sud adjacentes.

## Sources
- (en) Cet article est partiellement ou en totalité issu de l’article de Wikipédia en anglais intitulé « Caringbah South, New South Wales » (voir la liste des auteurs).